# هی‌سونگ
چوی هی سونگ (کره‌ای: 최휘성؛ ۵ فوریه ۱۹۸۲ – ح. ۱۰ مارس ۲۰۲۵) که به‌طور حرفه‌ای با نام هی‌سونگ شناخته می‌شد، خواننده آراندبی، تهیه‌کننده موسیقی و بازیگر تئاتر موزیکال اهل کره جنوبی بود.